# Yeşilköy, Azdavay
Yeşilköy là một xã thuộc huyện Azdavay, tỉnh Kastamonu, Thổ Nhĩ Kỳ. Dân số thời điểm năm 2008 là 90 người.